# Лінія (фільм, 2009)
Лінія (ісп. La linea) — бойовик 2009 року

## Сюжет
Помираючий мексиканський наркобарон, Хав'єр Салазар, передає свою справу найближчому помічнику Пелону. З Лос-Анджелеса висилають професійного вбивцю, Марка Шилдса, щоб усунути нового наркобарона.

## У ролях
| Актор           | Роль           |
| --------------- | -------------- |
| Рей Ліотта      | Марк Шилдс     |
| Енді Гарсія     | Хав'єр Салазар |
| Есай Моралес    | Пелон          |
| Арманд Ассанте  | Падре Антоніо  |
| Валері Круз     | Олівія         |
| Хорді Віласусо  | Діабло         |
| Кевін Гейдж     | Вайр           |
| Брюс Девісон    | Ентоні         |
| Джо Мортон      | Ходжес         |
| Денні Трехо     | Маріо          |
| Гері Деніелс    | Мартін         |
| Майкл ДеЛоренцо | Пабло          |
| Девід Акерт     | Могоммед       |
| Джейсон Коннері | Рендалл        |